# Scopula opicata
Scopula opicata är en fjärilsart som beskrevs av Fabricius. Scopula opicata ingår i släktet Scopula och familjen mätare. Inga underarter finns listade.